# Phenacopsyche
Phenacopsyche is een geslacht van schietmotten van de familie Odontoceridae.

## Soorten
- P. larvalis TDA Cockerell, 1927
- P. vexans TDA Cockerell, 1909